# Charles de Grassaille
 (juin 2013).
Charles de Grassaille (en latin médiéval : Carolus Degrassalius), dit le Carcassonnais (Carcasonensis), né à Carcassonne (Languedoc, France) en 1495, mort en 1582, est un juriste français.

## Biographie
Il est l'auteur du Regalium Franciae libri duo, parue en 1538.
Grassaille y avance la théorie d'un mariage unissant le roi et sa respublica. Il y déclare que le pouvoir du roi sur le domaine et sur le fisc n'est autre que celui dont jouit le mari sur le douaire de son épouse : le domaine est le douaire inséparable de l'état public.
Sa thèse devint officielle en 1547, lors de l'avènement d'Henri II.
Elle fut reprise par d'autres avocats du XVIe siècle : René Choppin, en 1572, et François Hotman, en 1586.